# 歐盟新車安全評鑑協會
歐盟新車安全評鑑協會（英文：European New Car Assessment Programme，縮寫：Euro NCAP）為歐洲聯盟所實施的汽車安全撞擊測試評鑑組織，總部設於比利時魯汶。

## 历史
1997年起，經由專業學者及高科技工程技師共同成立的獨立專業安全評鑑組織，開始實施撞擊測試。評鑑適用歐洲地區發售之新車的安全撞擊測試；而且，實驗結束後，將公佈測試結果，告知消費者選購新車的安全性情報，提供相關安全的諮詢管道，督促汽車製造廠加強汽車安全開發，藉以減低人員傷亡為目的。此協會與日本新車安全評鑑（Japan New Car Assessment Program；JNCAP）和美國高速公路安全管理局（NHTSA）共為世界三大汽車安全機構之一。
歷年來，接受試驗的車種，皆有著隨年增加的傾向。這個傾向不只朝向歐洲車，包括歐洲地區銷售的日本車、韓國車也同樣一起接受測試。世界各國同類型評鑑裏，此協會最具知名度、公信力、權威性的安全評鑑組織之一。

## 測驗內容
乘坐人員保護（前面、側面的撞擊測試）、步行人員保護、孩童保護的3種觀點來舉行試驗。最終的評價標準，選用前面撞擊測試和側面撞擊測試的時候，記錄受測假人娃娃的傷害資料，做為得分基礎評價。為使評價便於了解，皆將得分資料換算成星星的數量公佈評鑑結果。
另一方面，頻繁變更評鑑標準，即使是測試同樣車輛的評鑑，仍會根據年度而評價有所變更。因為，評鑑標準是每年調整成更嚴苛，遠遠高出於歐盟各國的安全法規。所以，過去高評價的車輛，往後如依據最新的評價標準來再次測驗，有可能轉變成低評價的車輛。

## 外部連結
- 歐盟新車安全評鑑協會（European New Car Assessment Programme；EuroNCAP） （页面存档备份，存于）
- Website about crashtest results （页面存档备份，存于）